# Homohelea stuckenbergi
Homohelea stuckenbergi är en tvåvingeart som först beskrevs av Meillon 1961.  Homohelea stuckenbergi ingår i släktet Homohelea och familjen svidknott. Inga underarter finns listade i Catalogue of Life.